# Đội quân tóc dài

Nữ tướng Nguyễn Thị Định, một trong những tướng lĩnh tiêu biểu lãnh đạo "Đội quân tóc dài" và phong trào đấu tranh của phụ nữ miền Nam Việt Nam.

Đội quân tóc dài là tên gọi chung cho các phong trào đấu tranh chống Mỹ của phụ nữ Nam Bộ (đặc biệt là Bến Tre và miền Tây Nam Bộ) và các đơn vị nữ binh trong Quân Giải phóng miền Nam Việt Nam trong thời kỳ Chiến tranh Việt Nam.

## Sơ lược
Đội quân đầu tóc (sau đổi thành Đội quân tóc dài) ra đời trong phong trào Đồng khởi của tỉnh Bến Tre năm 1960 sau khi có Nghị quyết Trung ương Đảng Cộng sản Việt Nam số 15 mở ra con đường đấu tranh chính trị kết hợp với đấu tranh vũ trang của những người cộng sản miền Nam, phát động hàng chục triệu lượt quần chúng nổi dậy thành cao trào Đồng khởi.
Phong trào bắt đầu bùng nổ ngày 17/1/1960 tại 3 xã: Định Thủy, Phước Hiệp, Bình Khánh của huyện Mỏ Cày, tỉnh Bến Tre. Sau đó phong trào đã lan rộng ra 47 xã thuộc 6 huyện của tỉnh Bến Tre. Dưới sự lãnh đạo của tỉnh ủy Bến Tre, lực lượng phụ nữ này đã giành quyền kiểm soát 22 xã, phá Ấp chiến lược, giành quyền làm chủ cho 22 xã khác. Trong cuộc nổi dậy này, đã xuất hiện người nữ lãnh đạo tài năng là bà Nguyễn Thị Định. Từ đó, nữ tướng Nguyễn Thị Định trở thành một nhà lãnh đạo và biểu tượng của Đội quân tóc dài. Tên tuổi của bà đã gắn liền với Đội quân tóc dài và phong trào đấu tranh của phụ nữ ở miền Nam Việt Nam.

## Hoạt động
Cuộc nổi dậy của Đội quân tóc dài Bến Tre đã liên tục giành thắng lợi và phong trào Đồng khởi ngày càng lan rộng. Trung ương Cục miền Nam đã đánh giá thắng lợi to lớn của phong trào Đồng khởi của tỉnh Bến Tre và coi đó là hình thức khởi nghĩa tiêu biểu ở vùng nông thôn, đồng bằng với 2 phương châm (chính trị, quân sự), tấn công địch bằng 3 mũi giáp công (chính trị, vũ trang, binh vận), còn gọi là "đường lối đấu tranh 2 chân 3 mũi", đặc biệt là sự xuất hiện của Đội quân tóc dài tấn công trực diện vào cơ quan đầu não của chính quyền địa phương. Từ thắng lợi này, khắp đồng bằng Nam Bộ và các tỉnh Trung Bộ đến Tây Nguyên, người dân nổi dậy thành phong trào Đồng khởi của toàn miền Nam với khí thế lớn.
Tổng kết phong trào Đồng khởi năm 1960, đã có khoảng 9 triệu lượt quần chúng nổi dậy, gần 1 triệu lượt phụ nữ đấu tranh trực diện kết hợp với lực lượng vũ trang góp phần làm tan rã trên 2 vạn binh lính Việt Nam Cộng hòa, phá kìm kẹp 895 xã trên tổng số 1.193 xã ở miền Nam Việt Nam.
Nội dung và hình thức đấu tranh cũng như việc tổ chức đội ngũ của Đội quân tóc dài luôn luôn thay đổi, biến hóa linh hoạt và sáng tạo để thích nghi với từng hoàn cảnh cụ thể. Cách thức hoạt động của họ chưa được ghi trong một "binh thư" nào từ trước đến nay. Ngoài các cuộc đấu tranh trực diện, các Đội quân tóc dài còn tổ chức các cuộc bãi thị, đình công, vận động quân đội Mỹ và Quân lực Việt Nam Cộng hòa bỏ ngũ, góp phần gây tiêu hao sinh lực họ.
Đội quân tóc dài đã vận dụng nhuần nhuyễn phương châm 3 mũi giáp công: Chính trị, binh vận, và vũ trang để tấn công Mỹ và Việt Nam Cộng hòa. Tuy vậy, một phụ nữ cũng có thể đấu tranh được 3 mũi: Vừa trực diện đấu lý, vừa khéo léo tranh thủ quân đội, và tự mình thừa thời cơ diệt Mỹ và Việt Nam Cộng hòa. Lúc đấu tranh tại chỗ thì cố gắng bám trụ "một tấc không đi, một li không rời", khi đấu tranh tập trung thì liên tục tấn công vào sơ hở của đối phương để giành thắng lợi, lúc kết hợp vũ trang thì mưu trí sáng tạo và cơ động; hình thức đấu tranh thì sáng tạo, đa dạng và phong phú. Tổ chức lực lượng đấu tranh của Đội quân tóc dài ngày càng quy củ và linh hoạt: Có lực lượng xung kích và chủ công; có hợp đồng lực lượng nhiều địa phương, có tiếp tế, có hậu cần tải thương, khi bị đàn áp thì có thay quân và bổ sung cần thiết.
Tại các đô thị, lực lượng đấu tranh của Đội quân tóc dài bao gồm các tầng lớp phụ nữ như công nhân, tiểu thương, nữ tu, Phật tử, giáo chức, trí thức..., Lực lượng phụ nữ đô thị đã phối hợp nhịp nhàng với lực lượng phụ nữ vùng nông thôn, vùng ven, các tỉnh Tây Nguyên và phối hợp chặt chẽ với chiến trường.

## Nhận định
Trung ương Đảng Cộng sản Việt Nam đã tặng Đội quân tóc dài 8 chữ vàng: "Anh dũng Đồng khởi, thắng Mỹ diệt ngụy" .
Nhà nước Việt Nam ca ngợi Đội quân tóc dài đã phát triển rộng khắp trong toàn miền Nam Việt Nam và đóng một vai trò quan trọng trong sự nghiệp đấu tranh cách mạng ở miền Nam Việt Nam thời chống Mỹ, làm rạng rỡ thêm truyền thống yêu nước, bất khuất, trung hậu, đảm đang của người phụ nữ Việt Nam.
Báo Sài Gòn Giải phóng có bài viết nói về hình ảnh người phụ nữ chân yếu, tay mềm, bình dị và dịu dàng nhưng kiên cường trước Mỹ và Việt Nam Cộng hòa, được ví như là con cháu của Bà Trưng, Bà Triệu.
Báo VnExpress có bài báo nhận định, cùng với phong trào Đồng khởi, năm 1960, sự phát triển của Đội quân tóc dài là hiện tượng độc đáo của phong trào chống Mỹ ở miền Nam Việt Nam trong Chiến tranh Việt Nam..
Tại Bảo tàng Phụ nữ trưng bày các hiện vật và tài liệu về Đội quân tóc dài đã góp phần to lớn vào thắng lợi năm 1975, thống nhất Việt Nam và xứng đáng là niềm tự hào của phụ nữ và dân tộc Việt Nam .